# Liste des constructeurs mondiaux de trolleybus
Depuis l'invention du trolleybus, plus de 200 constructeurs ont fabriqué ce type particulier de matériel de transport en commun. Ci-dessous, une liste des constructeurs de trolleybus dans le monde, actuels et ayant disparu.

## Constructeurs actuels
- Astra Bus, Roumanie
- Belkommunmash, Belarus
- Bogdan, Ukraine
- CAIO Induscar, Brésil
- DINA, Mexique[2]
- Dongfeng Yangtse, Chine
- Ekova Electric, République tchèque
- Electron, Ukraine
- Eletra Industrial (pt), Brésil
- Etalon, Ukraine
- Foton, Chine
- Fiat Group, Italie
  - Iveco Bus
- Gillig, Etats-Unis
- Hess, Suisse
- MAZ, Biélorussie
- New Flyer, Canada
- PC Transport Systems, Russie

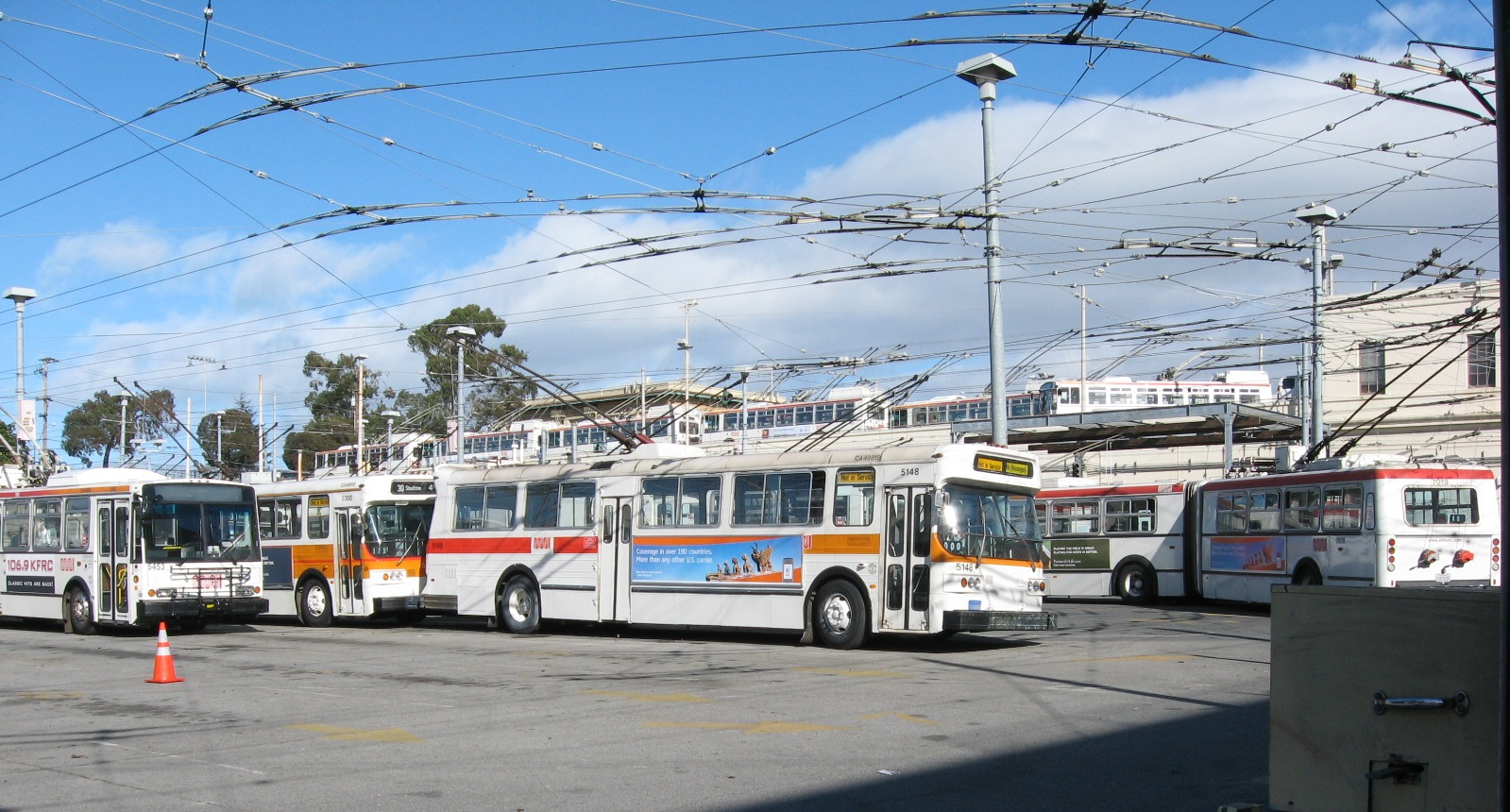
Dépôt de trolleybus de San Francisco, USA, devant la gare Muni's les véhicules datant de 1976 à 2003. A gauche, le modèle Electric Transit, Inc. (Skoda/AAI) 14TrSF

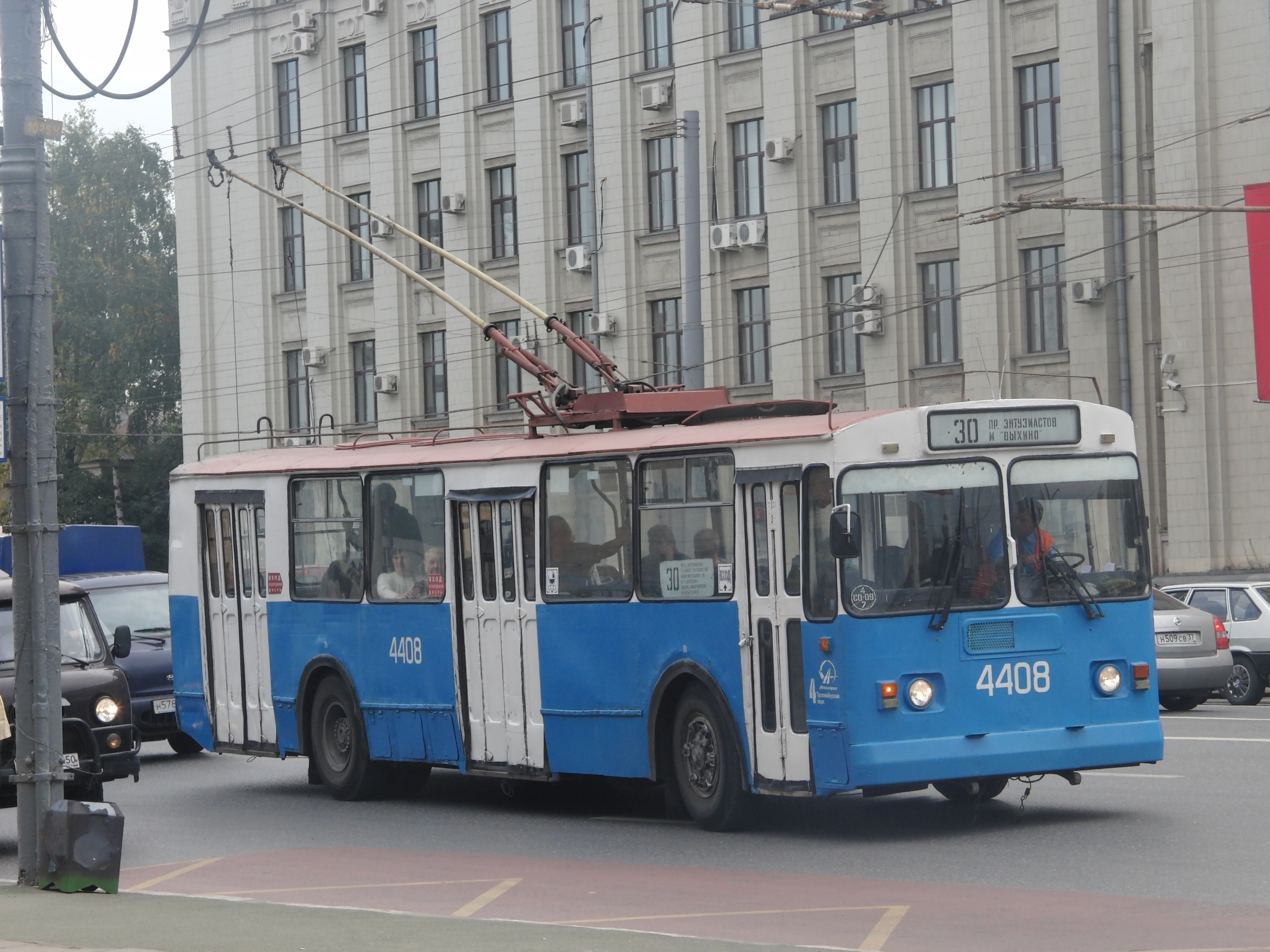
ZiU-9/682 le trolleybus le plus fabriqué au monde avec plus 42,000 unités produites depuis 1972

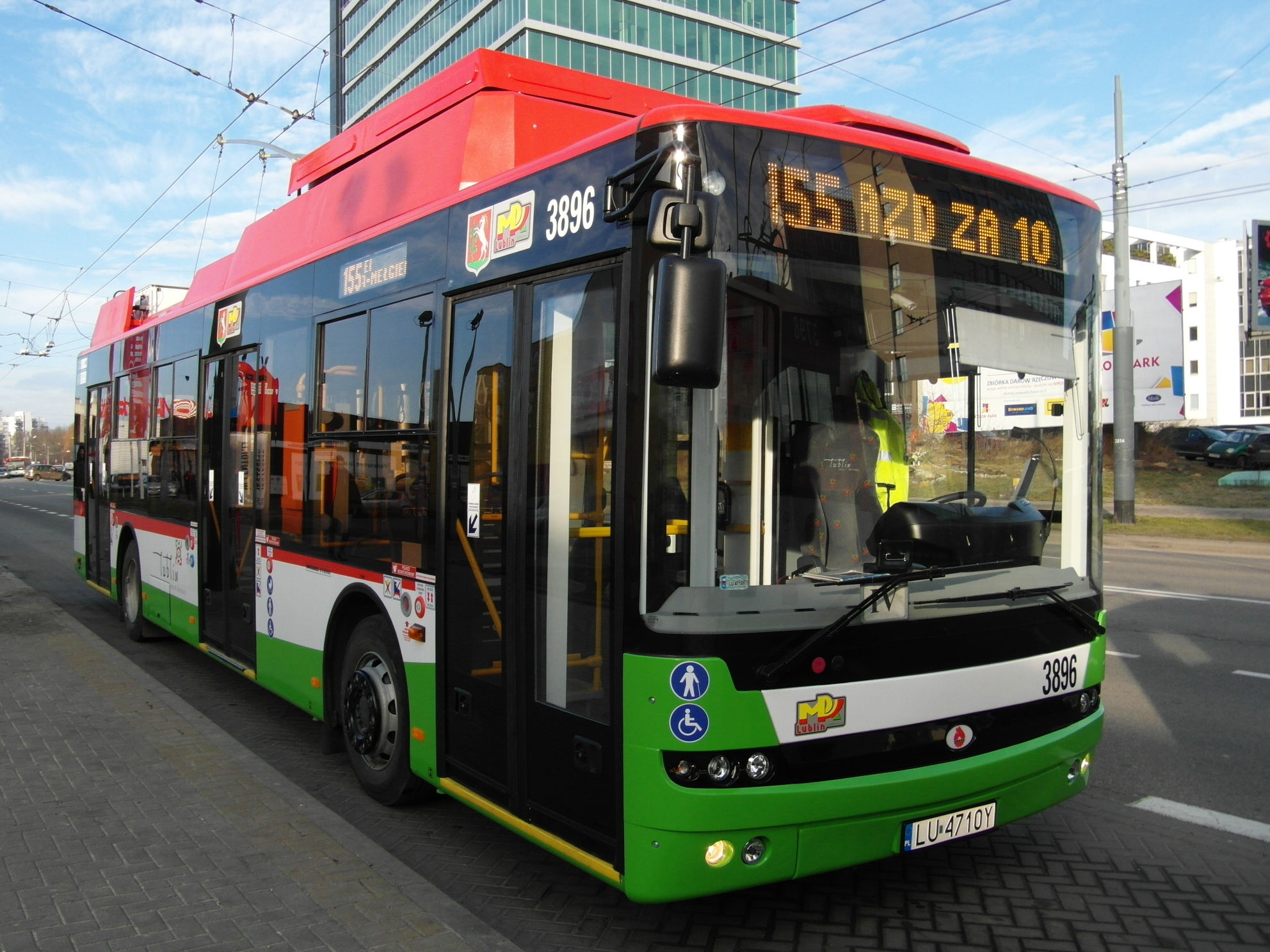
Bogdan/Ursus Т701.16 à Lublin

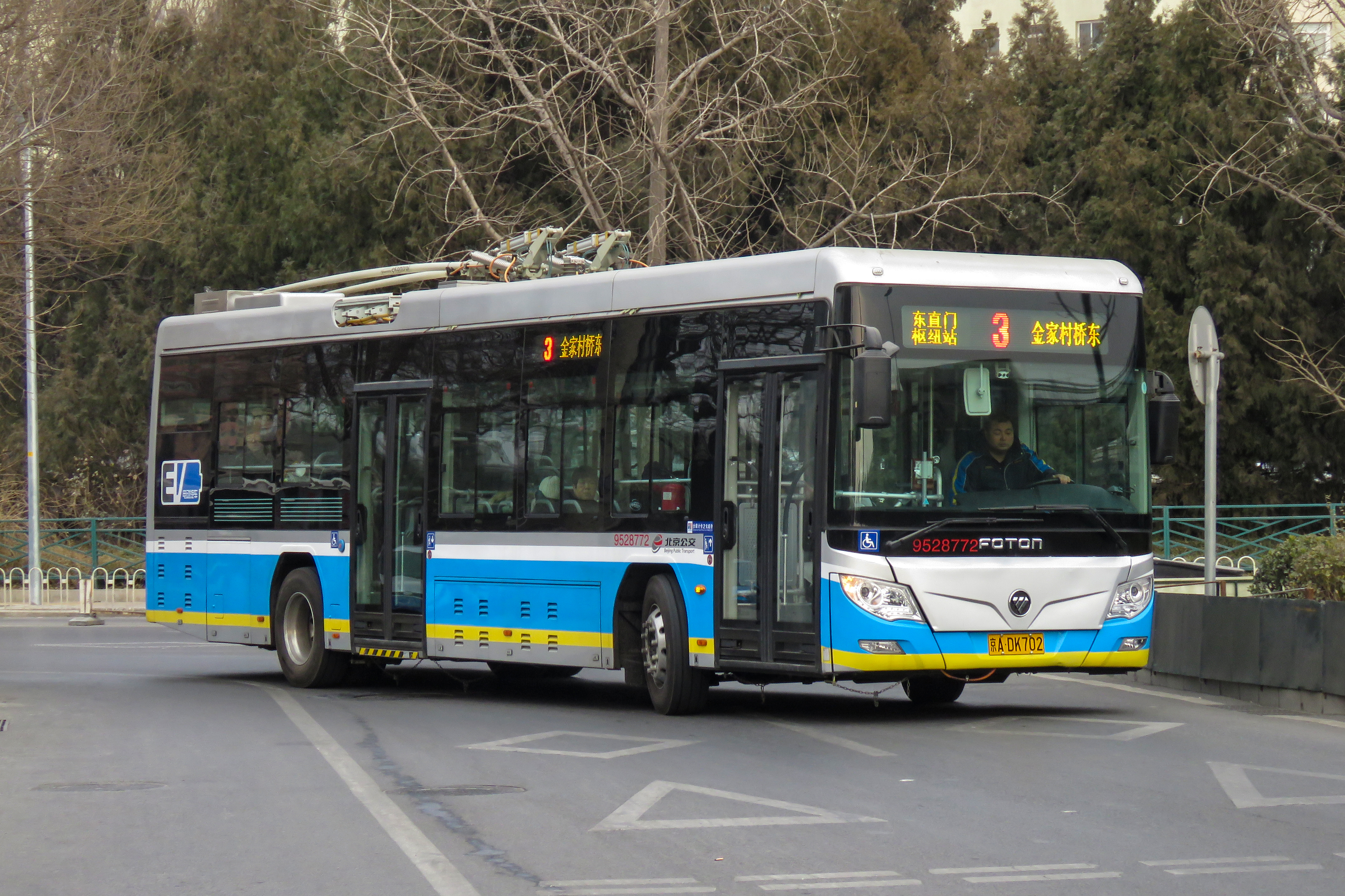
Foton BJD-WG120FN bimodal trolleybus à Beijing

- Pyongyang Trolleybus Works, Corée du Nord
- Škoda Electric, République tchèque - équipements électriques pour les constructeurs,
- Solaris Bus & Coach, Pologne
- SOR Libchavy[3], République tchèque
- Sunwin, Chine
- Trans-Alfa (VMZ), Russie
- Ursus, Pologne
- Ufa Tram & Trolleybus Plant (UTTZ), Bashkir Trolleybus Plant (BTZ), Russie
- Van Hool, Belgique
- Youngman, Chine
- Yutong, Chine
- Zhongtong Bus, Chine

## Constructeurs disparus
- Alfa Romeo, Italie
- Electromash, Kazakhstan
- AM General, Etats-Unis
- AnsaldoBreda, Italie

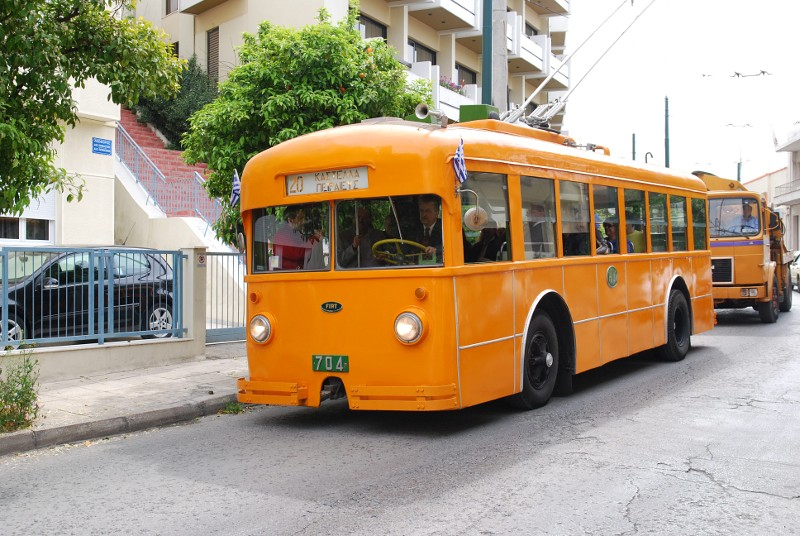
Ancien trolleybus FIAT 656F de 1938 restauré sur la ligne Le Pirée-Kastella en Grèce en 2009

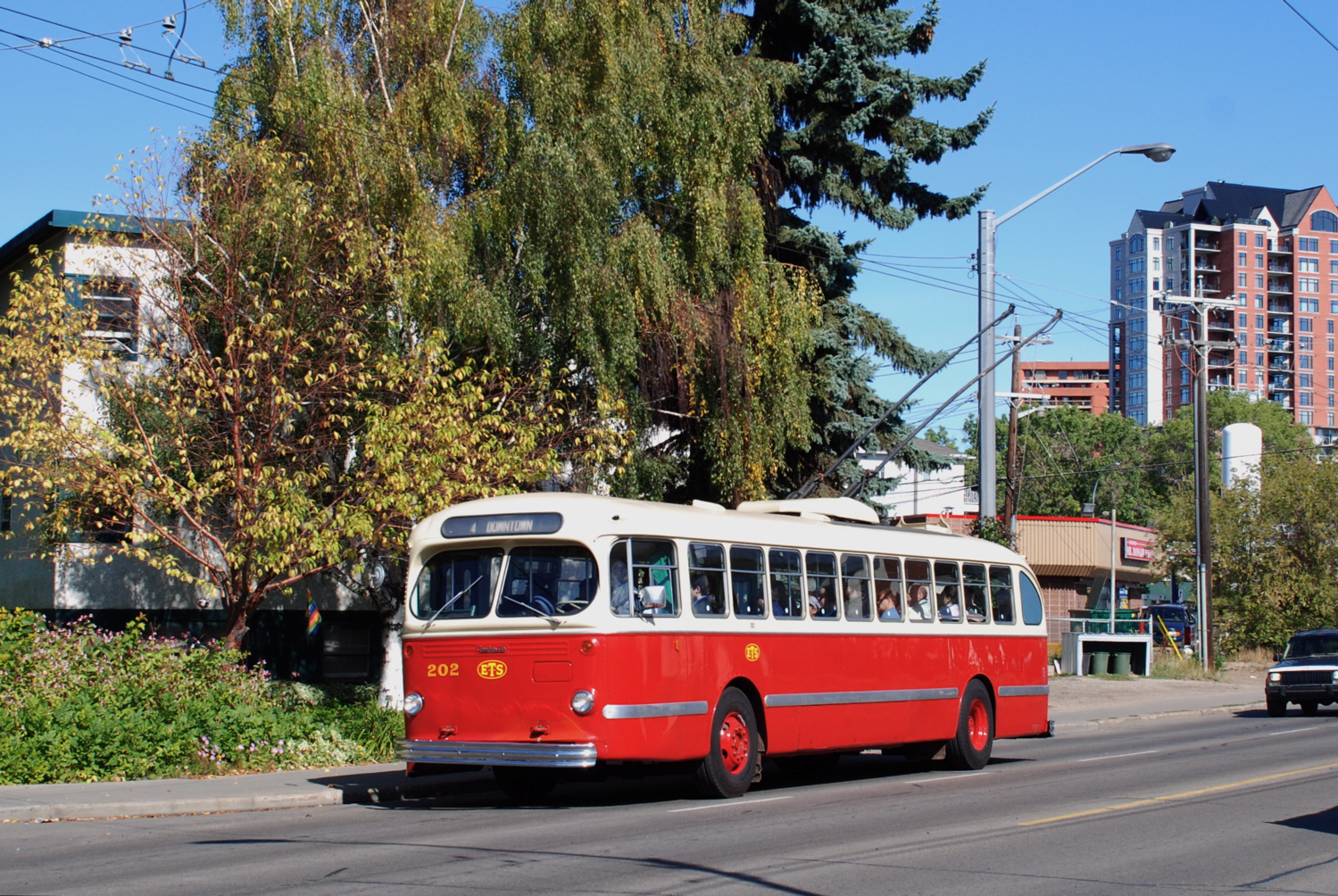
Trolleybus Brill de 1954 à Edmonton

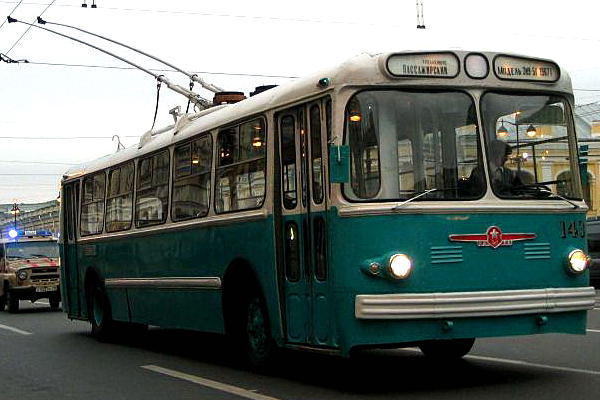
Modèle ZiU-5 durant une parade à Saint-Pétersbourg

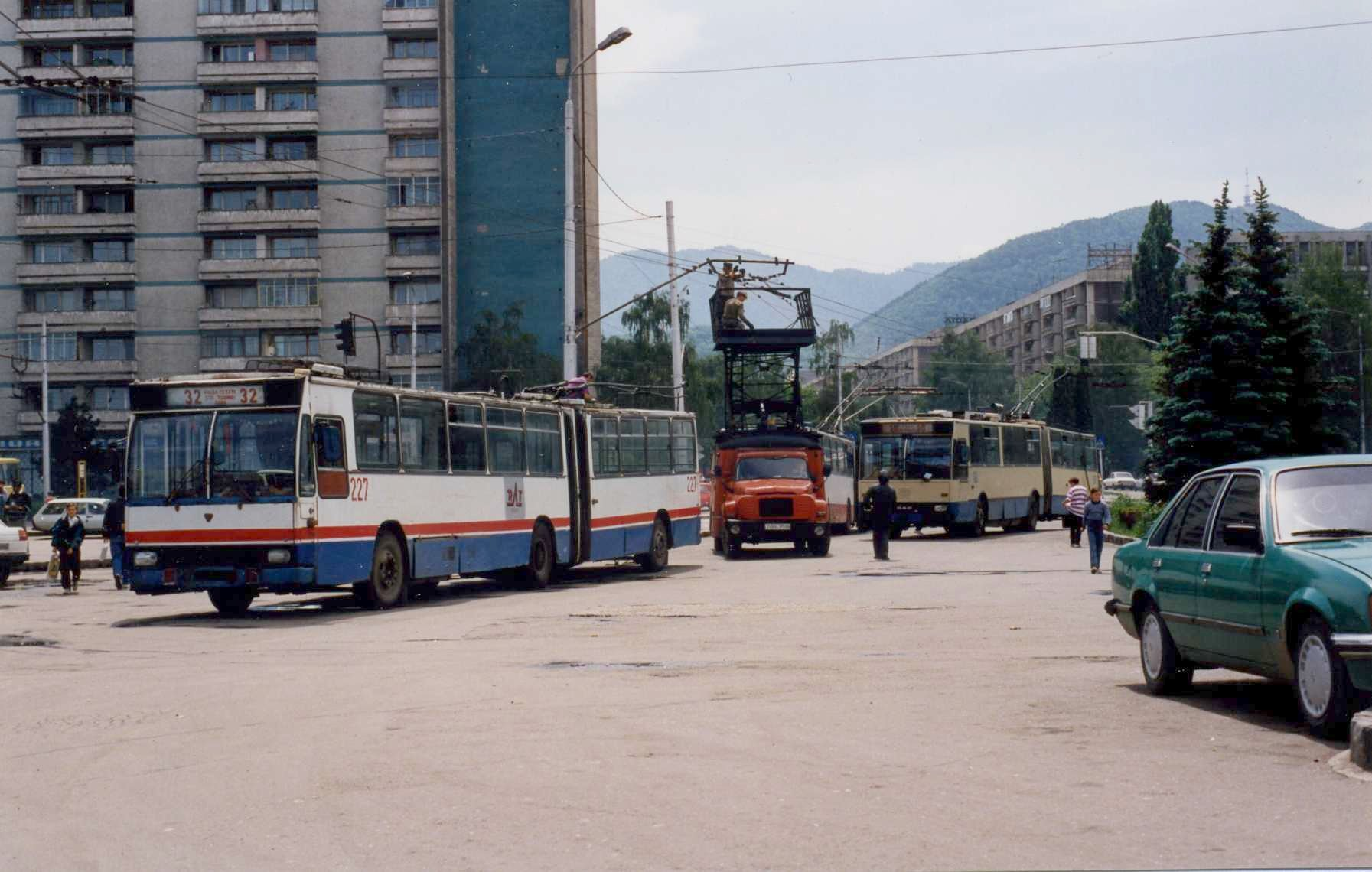
Trolleybus Rocar 117E & 217E à Brasov, Roumanie, en 1994. Le trolleybus le plus utilisé en Roumanie de 1980 à 2000

- Aviant Aircraft Factory, Kiev, Ukraine
- Associated Equipment Company, Grande Bretagne
- Berkhof (VDL Berkhof), Pays-Bas
- Berna, Suisse
- BredaMenarinibus, Italie
- British United Traction, Grande Bretagne
- Busscar, Brésil
- Caetano, Portugal
- Canadian Car & Foundry, Canada
- Chavdar, Bulgarie
- Crossley Motors, Grande Bretagne
- Daimler Motor Company, Grande Bretagne
- Dennis, Grande Bretagne
- DesignLine, Nouvelle Zélande
- ELBO, Grèce
- Electric Transit, Inc., joint venture entre Škoda Transportation et AAI Corp
- Fiat, Italie
- FBW, Suisse
- Gräf & Stift, Autriche
- Guy Motors, Grande Bretagne
- Henschel, Allemagne
- Hispano-Suiza, Espagne
- Ikarus, Hongrie
- Irisbus, France & Italie
- J.G. Brill, Etats-Unis
- Jelcz, Pologne
- Kawasaki, Japon
- Lancia, Italie
- Leyland Motors, Grande Bretagne
- LiAZ, Russie
- LuAZ, Ukraine
- LAZ, Ukraine
- MAN, Allemagne
- Mafersa, Brésil
- Marmon-Herrington, Etats-Unis
- Materfer, Argentine
- Menarini Bus, Italie – racheté par Breda C.F. en 1989, pour former BredaMenarinibus
- Mercedes-Benz, Allemagne
- MASA (Mexicana de Autobuses SA) – racheté par Volvo en 1998, Mexique
- Moscow Trolleybus Plant (MTRZ), Russie
- NAW, Suisse
- Neoplan, Allemagne
- Neoplan USA, filiale de Neoplan, Etats-Unis
- Pegaso, racheté par IVECO en 1990, Espagne
- PTMZ, Russie
- Praga, République tchèque
- Pullman-Standard, Etats-Unis
- Ransomes, Sims & Jefferies, Grande Bretagne
- Richard Garrett & Sons, Grande Bretagne
- Rocar, Roumanie
- Saurer, Suisse
- St. Louis Car Company, Etats-Unis
- Scania, Suède
- Socimi, Italie
- Sunbeam, Grande Bretagne
- Tatra, République tchèque
- Trolza ZiU), Russie
- Tushino Mechanical Plant, Russie
- Twin Coach, Etats-Unis
- Valmet, Finlande
- Vétra, France
- Viseon Bus - (division assurant la production des autobus et trolleybus Neoplan), Allemagne
- Volgograd Transport & Machinery Plant, Russie
- Volvo Buses, Suède
- Yaroslavl motor plant, Russie
- YuMZ, Ukraine